# Pendulums diskografi
Pendulum är ett australiensiskt/brittiskt drum and bass-band från Perth, Australien, som har släppt två studioalbum, ett livealbum, ett samlingsalbum, 14 singlar och sex musikvideor.

## Studioalbum
| År                                                                           | Detaljer                                                                                                  | Högsta listplaceringar | Högsta listplaceringar | Högsta listplaceringar | Högsta listplaceringar | Högsta listplaceringar | BPI certifikat |
| År                                                                           | Detaljer                                                                                                  | UK                     | AUS                    | NZ                     | US Elec.               | US Heat.               | BPI certifikat |
| ---------------------------------------------------------------------------- | --- | ---------------------- | ---------------------- | ---------------------- | ---------------------- | ---------------------- | -------------- |
| 2005                                                                         | Hold Your Colour - Släppt: 25 juli 2005 - Skivbolag: Breakbeat Kaos - Format: 12" LP, CD, nedladdning     | 29                     | —                      | —                      | —                      | —                      | - 2x Gold      |
| 2008                                                                         | In Silico - Släppt: 12 maj 2008 - Skivbolag: Warner Music, Atlantic (USA) - Formats: 12" EP, CD, download | 2                      | 9                      | 21                     | 16                     | 50                     | - Gold         |
| "—" avser släpp som inte kom med på listan eller inte släpptes i det landet. | |                        |                        |                        |                        |                        |                |

## Samlingsalbum
| År   | Detaljer | Noteringar                                                                             |
| ---- | --- | -------------------------------------------------------------------------------------- |
| 2004 | Jungle Sound – the Bassline Strikes Back! - Släppt: 4 oktober 2004 - Skivbolag: Breakbeat Kaos (BBK #001CD) - Format: 12" LP, CD | - Innehåller låtar skrivna av Pendulum och andra artister, som har mixats av Pendulum. |

## Singlar
| År                                                                           | Låt                                | Högsta listplaceringar | Högsta listplaceringar | Högsta listplaceringar | Högsta listplaceringar | Album                            |
| År                                                                           | Låt                                | UK                     | IRL                    | NOR                    | US Mod.                | Album                            |
| ---------------------------------------------------------------------------- | ---------------------------------- | ---------------------- | ---------------------- | ---------------------- | ---------------------- | -------------------------------- |
| 2003                                                                         | "Spiral / Ulterior Motive"         | —                      | —                      | —                      | —                      | Inget album                      |
| 2004                                                                         | "Another Planet / Voyager"         | 46                     | —                      | —                      | —                      | Hold Your Colour                 |
| 2004                                                                         | "Back 2 You / Still Grey"          | —                      | —                      | —                      | —                      | Hold Your Colour                 |
| 2005                                                                         | "Guns at Dawn"                     | 71                     | —                      | —                      | —                      | Inget album                      |
| 2005                                                                         | "Tarantula / Fasten Your Seatbelt" | 60                     | —                      | —                      | —                      | Hold Your Colour                 |
| 2005                                                                         | "Slam / Out Here"                  | 34                     | —                      | —                      | —                      | Hold Your Colour                 |
| 2005                                                                         | "Voodoo People" (Pendulum remix)   | 20                     | 27                     | 20                     | —                      | Their Law: The Singles 1990–2005 |
| 2006                                                                         | "Hold Your Colour / Streamline"    | —                      | —                      | —                      | —                      | Hold Your Colour                 |
| 2006                                                                         | "Painkiller"                       | —                      | —                      | —                      | —                      | Adventures in Freestyle          |
| 2007                                                                         | "Blood Sugar / Axle Grinder"       | 62                     | —                      | —                      | —                      | Hold Your Colour                 |
| 2007                                                                         | "Granite"                          | 29                     | —                      | —                      | —                      | In Silico                        |
| 2008                                                                         | "Propane Nightmares"               | 9                      | —                      | —                      | 38                     | In Silico                        |
| 2008                                                                         | "The Other Side"                   | 54                     | —                      | —                      | —                      | In Silico                        |
| 2009                                                                         | "Showdown"                         | —                      | —                      | —                      | —                      | In Silico                        |
| 2010                                                                         | "Watercolour"                      | —                      | —                      | —                      | —                      | Immersion                        |
| "—" avser släpp som inte kom med på listan eller inte släpptes i det landet. |                                    |                        |                        |                        |                        |                                  |

## Musikvideor
| År   | Namn                             | Regissör       |
| ---- | -------------------------------- | -------------- |
| 2005 | "Slam"                           | Adam Brown     |
| 2005 | "Voodoo People" (Pendulum remix) | Ron Scalpello  |
| 2006 | "Painkiller"                     | Josh Bagnall   |
| 2007 | "Granite"                        | D.A.R.Y.L.     |
| 2008 | "Propane Nightmares"             | Tim Qualtrough |
| 2008 | "The Other Side"                 | Rob Chandler   |
| 2008 | "Showdown"                       | Nick Bartleet  |

## Andra verk

### Låtar
Följande låtar har inte funnits med på något släpp av Pendulum.
| År   | Låt                                    | Album                                     |
| ---- | -------------------------------------- | ----------------------------------------- |
| 2003 | "Trail of Sevens"                      | Paranoia EP – Part 1                      |
| 2003 | "Vault"                                | Kingz of the Rollers EP – Part 3          |
| 2004 | "Kingston Vampires" (Fresh & Pendulum) | Jungle Sound – the Bassline Strikes Back! |
| 2004 | "Masochist"                            | Jungle Sound – the Bassline Strikes Back! |
| 2004 | "Mind's Eye" (Pendulum & Bulletproof)  | Skool of Hard Knocks                      |
| 2004 | "Toxic Shock"                          | The Sideshow EP – Chapter 1               |
| 2005 | "Another Planet (VIP)"                 | Bass Invaderz                             |
| 2006 | "Babylon Rising" (Fresh & Pendulum)    | Escape from Planet Monday                 |

### Remixar
Följande låtar har remixats eller gjorts covers av, och har inte funnits med på något studioalbum eller singel släppt av Pendulum.
| År   | Låt                                         | Artist(er)        | Släppt                           |
| ---- | ------------------------------------------- | ----------------- | -------------------------------- |
| 2004 | "Tonite"                                    | Concord Dawn      | Solid Ground Live – Volume 1     |
| 2004 | "Submarines"                                | Fresh             | "Submarines" CD single           |
| 2004 | "Pack of Wolves"                            | Nightbreed        | "Pack of Wolves" CD maxi single  |
| 2004 | "Bacteria"                                  | Ed Rush & Optical | Fabric Live 18                   |
| 2005 | "Just a Ride" (Adam F & Pendulum music mix) | Jem               | "Just a Ride" CD maxi single     |
| 2008 | "Violet Hill" (R1 live version)             | Coldplay          | Radio 1's Live Lounge – Volume 3 |
| 2009 | "I'm Not Alone" (Glastonbury live version)  | Calvin Harris     | Glastonbury 2009                 |